# Yangtse-Zwischenfall
Yangtse-Zwischenfall (Britischer Originaltitel Yangtse Incident: The Story of H.M.S. Amethyst, US-amerikanischer Titel Battle Hell, deutscher Alternativtitel Helden zur See) ist ein britischer Kriegsfilm von 1957, der 1949 in der Endphase des Chinesischen Bürgerkrieges spielt; realer Hintergrund der Handlung war die Amethyst-Affäre. Als Literaturvorlage diente das Sachbuch Yangtse Incident von Lawrence Earl (1915–2005) aus dem Jahre 1950. Der Film wurde bei den Internationalen Filmfestspielen von Cannes 1957 aufgeführt. Die westdeutsche Uraufführung erfolgte am 6. September 1957.

## Handlung

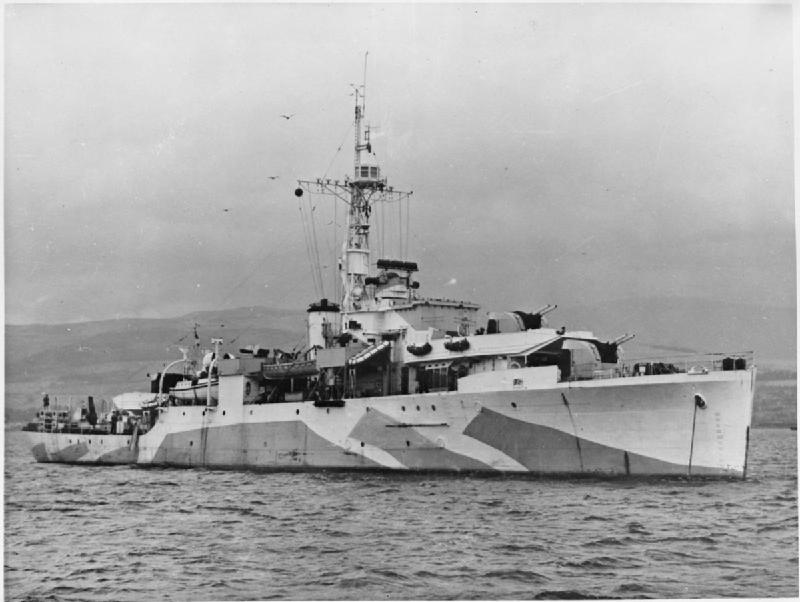
HMS Amethyst WWII IWM A 30156

April 1949, Jangtsekiang. Inmitten des chinesischen Bürgerkriegs transportiert die britische Fregatte HMS Amethyst Versorgungsgüter für die britische Botschaft in Nanking. Plötzlich wird das Schiff durch rotchinesische Landbatterien beschossen und strandet auf einer Sandbank. Große Teile der Besatzung fallen oder werden verwundet. Es gelingt den Briten, Kapitänleutnant John Kerans, den britischen Marineattaché in Nanking, zum Schiff durchzubringen, der den gefallenen Kommandanten ersetzt.
Nachdem ein Versuch von HMS Consort scheitert, die Fregatte abzuschleppen, beschließt Kerans, bei Nacht und Flut die Amethyst ohne Lotsen durchzubringen. Doch Oberst Peng, der Politoffizier der Einheit der Volksbefreiungsarmee, die das Schiff belagert, fordert eine Entschuldigung für den Zwischenfall, da die Fregatte sonst nicht freigegeben wird. Auch will er zwei verletzte britische Gefangene nicht entlassen. Es gelingt Kerans, die Gefangenen frei zu bekommen, während gleichzeitig die Vorbereitungen zum Durchbruch laufen. Als in der Nacht ein Handelsschiff denselben Kurs nimmt, schließt sich die Amethyst an, um den Weg durch die Untiefen des Flusses zu finden. Als die Volksbefreiungsarmee die Fregatte schließlich bemerkt und das Feuer eröffnet, wird vor allem das Handelsschiff getroffen. Nachdem Kerans eine Schiffsperre mit mehr Glück als Verstand durchkreuzt hat, gerät die Fregatte erneut unter chinesisches Feuer. Schließlich passiert sie Woosung und gewinnt den freien Ozean, wo sie von HMS Concord begrüßt wird.

## Produktionshintergründe

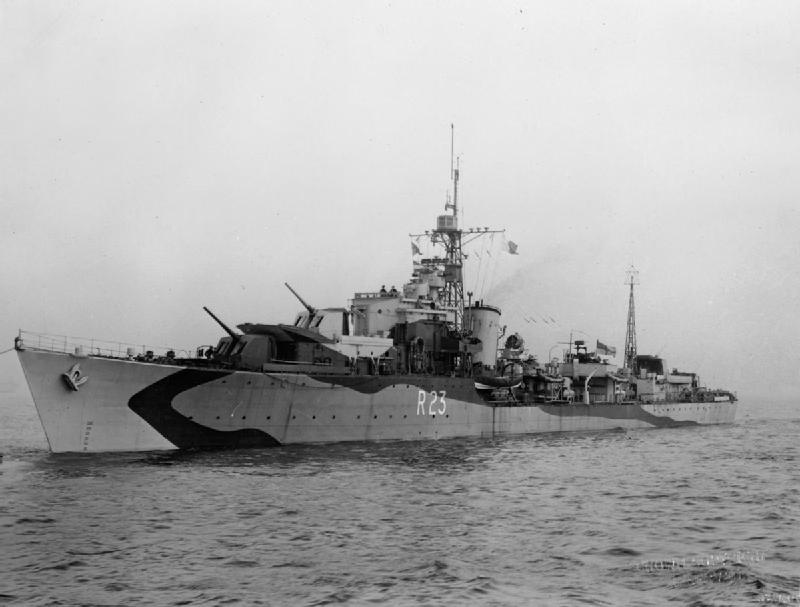
HMS Teazer (R23) IWM FL 009520

John Kerans war technischer Berater der Dreharbeiten, die bereits außer Dienste gestellte Fregatte Amethyst diente zeitweise als Requisite. Der Zerstörer HMS Teazer wurde als Requisite sowohl für HMS Concord als auch HMS Consort benutzt. Die Dreharbeiten fanden in Suffolk auf den Flüssen Orwell und Stour statt.

## Historischer Hintergrund
Die Amethyst-Affäre war ein diplomatischer Zwischenfall, an dem neben der Amethyst noch weitere britische Kriegsschiffe beteiligt waren. Insgesamt fielen gut 100 britische Seeleute. Die Amethyst war das letzte westliche Kriegsschiff, dass China verließ. Die Affäre beendete in China eine gut einhundert Jahre andauernde Kanonenbootpolitik westlicher Mächte, deren Zentrum immer der Jangtse gewesen war.

## Überlieferung
Der Film wurde in der Originalfassung sowohl auf VHS als auf DVD ediert. Die deutsche Synchronfassung wurde in den 1960er oder 1970er Jahren im öffentlich-rechtlichen Fernsehen ausgestrahlt.